# Denkmalnetz Bayern

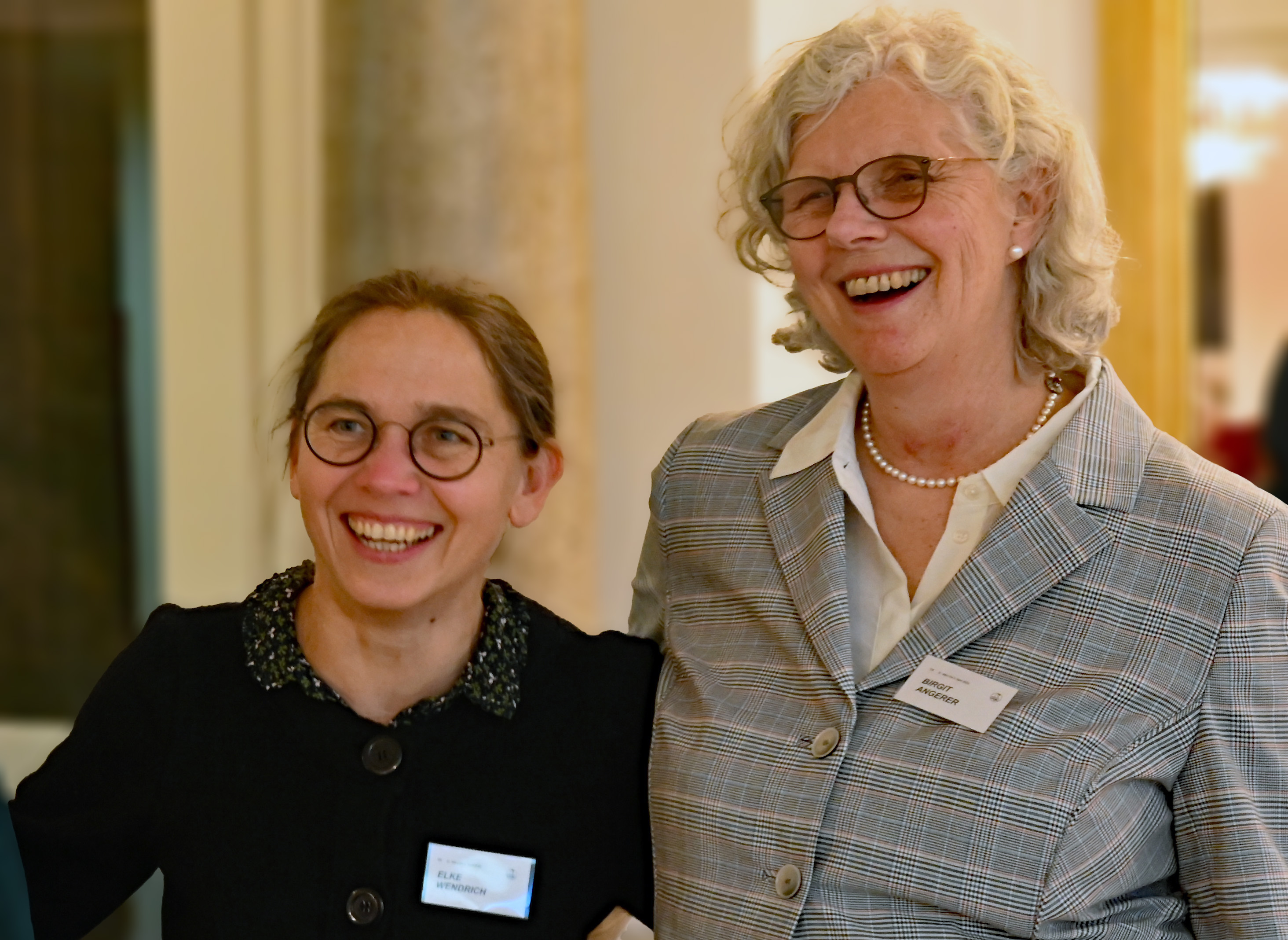
Sprecherinnen des Denkmalnetz Bayern Elke Wendrich (l.) und Dr. Birgit Angerer (r.) 2023

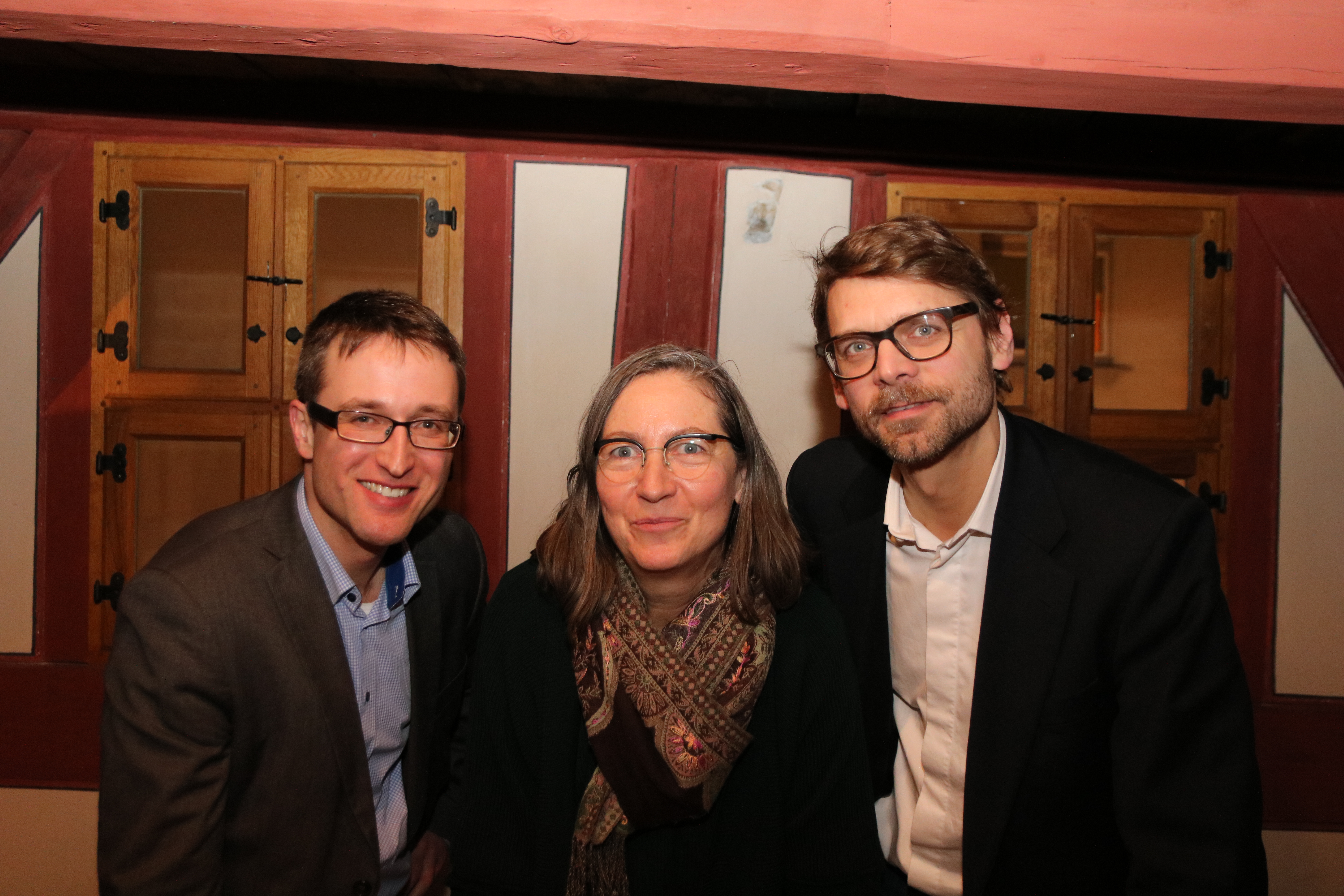
Gründungs-Sprecher des Denkmalnetzes Bayern, von links nach rechts: Johannes Haslauer, Meike Gerchow, Achim Schröer

Das Denkmalnetz Bayern geht auf einen Zusammenschluss bayerischer Bürgerinitiativen zurück, die sich alle im weitesten Sinne mit Denkmalschutz und Denkmalpflege beschäftigen und ehrenamtlich tätig sind.
Es ist ein offenes Bündnis von interessierten Bürgerinnen und Bürgern, die ein gemeinsames Ziel haben: Die Erhaltung von Denkmälern und überlieferten Orts- und Stadtbildern in Bayern. Die Mitglieder unterstützen sich gegenseitig mit Information und Beratung, durch Erfahrungsaustausch, Fortbildungen und Vermittlung und durch gemeinsames Auftreten in der Öffentlichkeit sowie gegenüber Politik und Behörden.

## Geschichte

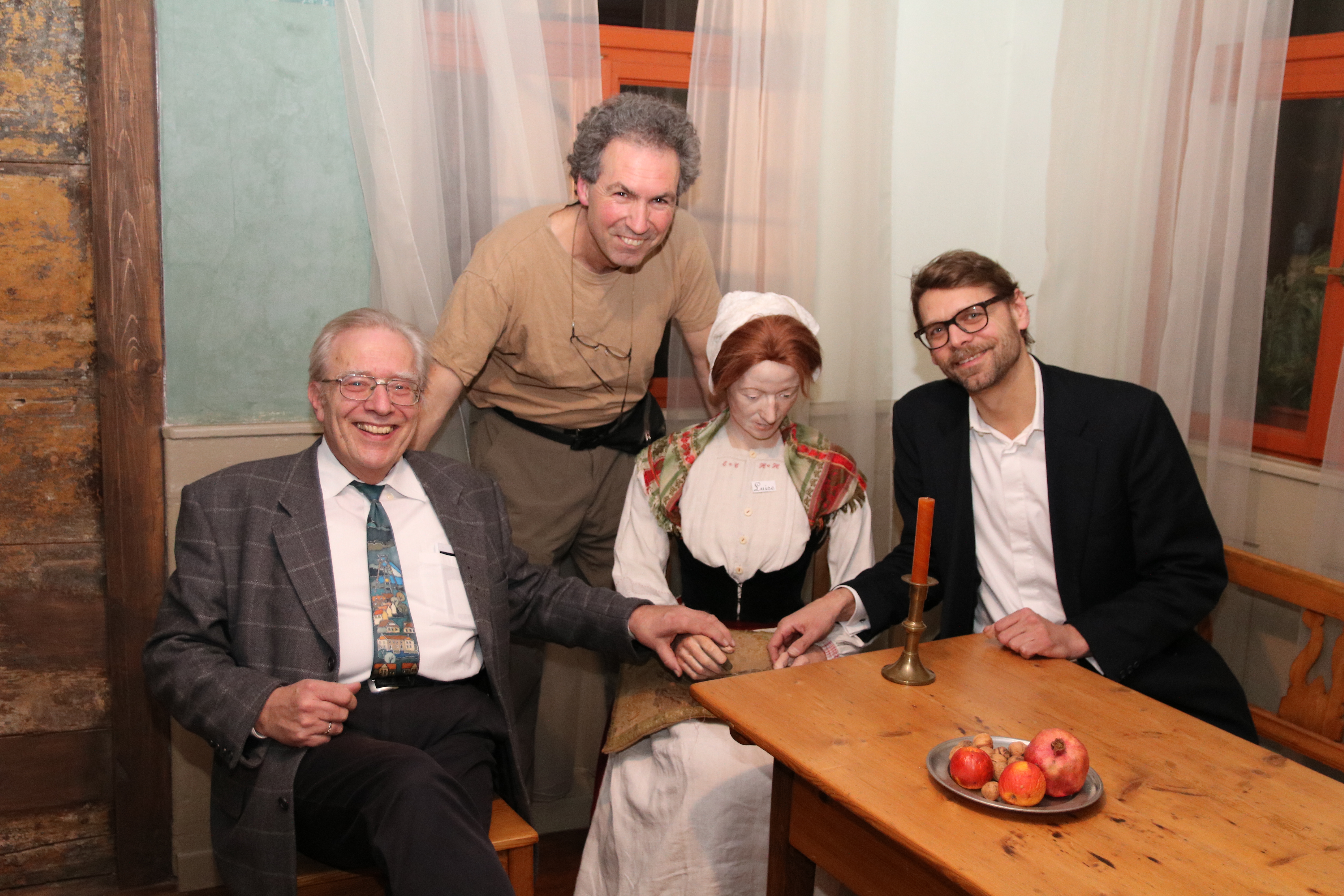
Die Initiatoren eines landesweiten Netzwerkes bürgerschaftlicher Denkmalinitiativen im Museum Kühnertsgasse, v. links nach rechts: Wolfgang Weise, Alexander Mayer und Achim Schröer

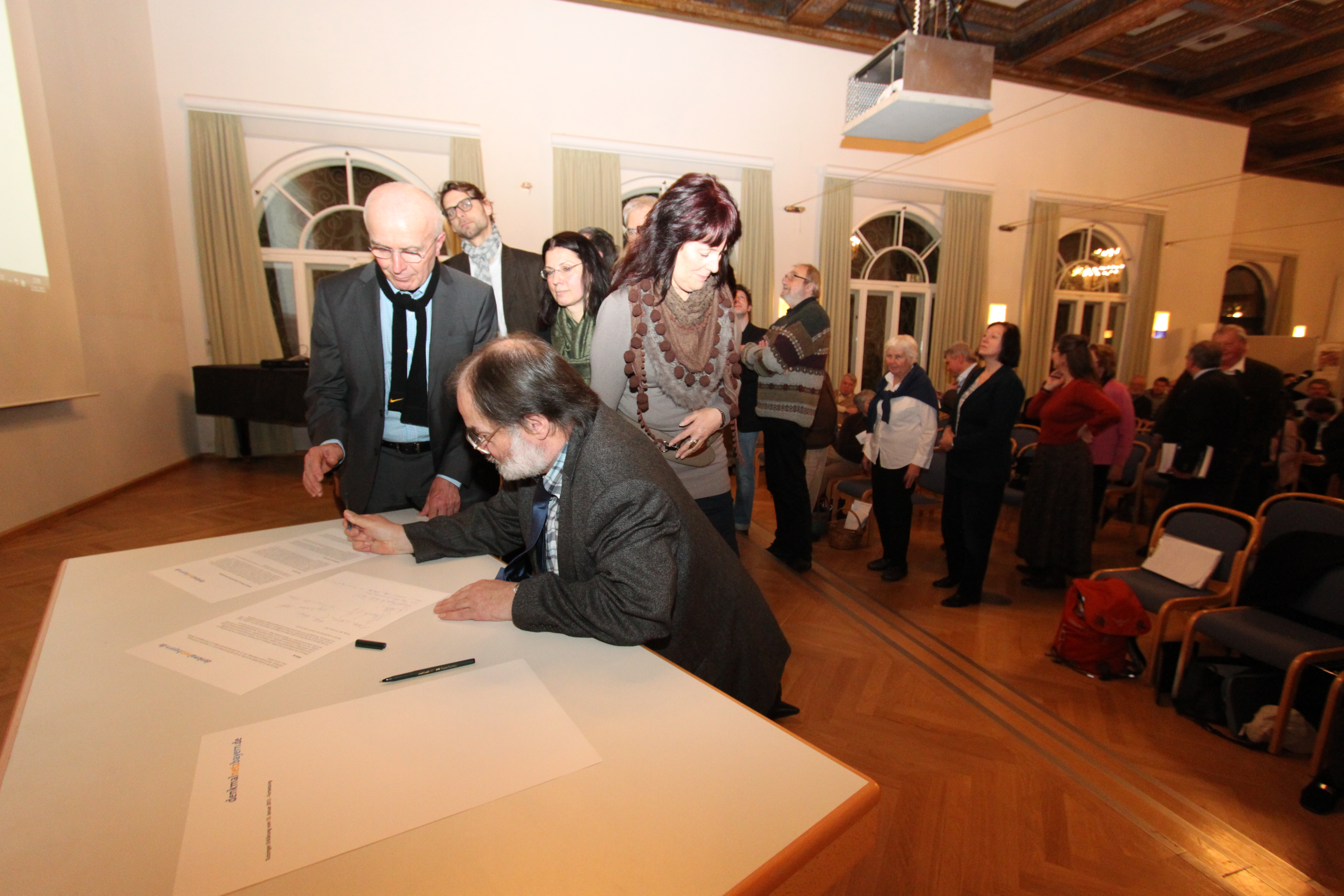
Die Erstunterzeichner des Tutzinger Appells auf der Gründungsveranstaltung

Die Idee zum Denkmalnetz Bayern entstand auf zwei Tagungen, die die Evangelische Akademie Tutzing und Architekt Wolfgang Weise aus Augsburg organisiert hatten. Begleitend zu den Tagungen Bürgerinitiative Denkmalschutz. Formen des Engagements im Dezember 2008 und Bürgerinitiativen im Denkmalschutz im Juni 2011 schufen vor allem Wolfgang Weise, Regierungsbaumeister Achim Schröer (München) und Heimatpfleger Alexander Mayer (Fürth) die Grundlagen zur Gründung eines Netzwerkes. Bei der Tagung von 2011, bei der sich der konkrete Wunsch der Teilnehmer nach einem engeren Zusammenschluss herausbildete, trat der Landeshistoriker Johannes Haslauer (München) zum engeren Organisationsteam hinzu. Die organisatorische Unterstützung des Bayerischen Landesvereins für Heimatpflege trug wesentlich zur offiziellen Gründung bei. Diese wurde mit der Unterzeichnung der Tutzinger Erklärung zur bürgerschaftlichen Denkmalpflege in Bayern am 13. Januar 2012 in der Evangelischen Akademie Tutzing vollzogen. Der Arbeitskreis hatte unter anderem zum Ziel, eine neu einzurichtenden Website denkmalnetzbayern.de zu schaffen. Gleichzeitig wurde die Tutzinger Erklärung von den Anwesenden unterzeichnet, in der die Absichten der bürgerschaftlichen Denkmalpflege formuliert sind. Der bekannte Fernsehjournalist und Filmemacher Dieter Wieland hielt ein Mut machendes Eingangsreferat und begrüßte das neue bayerische Netzwerk.
Der aus Teilnehmern der Gründungsveranstaltung zusammengesetzte Arbeitskreis bestimmte im Februar 2012 Johannes Haslauer und Achim Schröer zu Sprechern, im April 2012 trat Meike Gerchow als drittes Mitglied des Sprecherkollegiums hinzu. Johannes Haslauer legte sein Amt als Sprecher im März 2017 nieder, Achim Schröer im Mai 2020 und Meike Gerchow im April 2023. Bernd Vollmar war von 2018 bis Oktober 2022 Sprecher. Die aktuellen Sprecherinnen sind Birgit Angerer (seit 7. Februar 2020) und Elke Wendrich (seit 7. Oktober 2022).
Seit der Gründung des Denkmalnetzes traf sich der Arbeitskreis regelmäßig an vier Terminen im Jahr in München und Nürnberg. Seit 2022 finden die Treffen dreimal im Jahr in München, Regensburg und Nürnberg statt, je nach Möglichkeit als hybride Treffen mit aktiver Online-Teilnahme. Generell hat die Digitalisierung es erheblich vereinfacht, sich bayernweit zu treffen.
Im Herbst jedes Jahres findet das Jahrestreffen des Denkmalnetz Bayern an verschiedenen Orten auf Einladung einer örtlichen Initiative statt, eine Vortragsveranstaltung mit einem Jahrmarkt der Möglichkeiten und Führungen zu der örtlichen Dankmalen. 2023 wurde das Jahrestreffen in Bamberg das erste Mal durch einen Heritage-Slam ergänzt. In München gibt es einen aktiven regionalen Arbeitskreis, der sich in der Regel monatlich trifft.
Die Einrichtung des Bürgerportals im Bayerischen Landesamt für Denkmalpflege 2018 ist auch ein Erfolg des Denkmalnetz Bayern. Das Bürgerportal bietet Beratung und Information für Privatpersonen, Vereine und Initiativen. Seit 2019 kommen das Bürgerportal und das Denkmalnetz regelmäßig zu einem Jour fixe zusammen zur Beratung von Einzelfällen und Diskussion von aktuellen Themen. 2021 erhielt das Denkmalnetz Bayern die Anerkennung als Umweltvereinigung im Sinne des Umweltrechtsbehelfsgesetzes (UmwRG). Das Denkmalnetz ist damit als erste Denkmalschutzvereinigung in Bayern berechtigt, sich gegebenenfalls auf dem Klageweg für das historische bauliche Erbe einzusetzen. 2023 erfolgte schließlich der Eintrag ins Lobbyregister des Bayerischen Landtags. Das Denkmalnetz feierte 2017 5 Jahre und, coronabedingt, 2023 11 Jahre seines Bestehens jeweils mit einer Tagung an der evangelischen Akademie Tutzing.

## Denkmalnetz Bayern und die Tutzinger Erklärung zur bürgerschaftlichen Denkmalpflege
Über folgende Thesen und Ziele waren sich die Bürgerinitiativen aus Bayern 2011 einig:

### Bürgerschaftliche Denkmalpflege
Heimat, Wohn- und Arbeitsort, Sehenswürdigkeit: Denkmale haben vielfältige Bedeutung für jeden Bürger. Sie sind identitätsstiftende Erinnerungsorte, Zeugnisse historischer Baukultur und raumprägende Elemente unserer gebauten Umwelt; die Bewahrung von historischer Bausubstanz und Siedlungsstruktur trägt zu einer sozial, ökonomisch und ökologisch nachhaltigen Entwicklung bei. Schutz, Erhaltung und Pflege von Denkmalen sind deswegen Aufgaben der ganzen Gesellschaft, nicht nur von Staat und Eigentümern. Folgerichtig gewinnt bürgerschaftliches Engagement im Bereich des Denkmalschutzes zunehmend an Bedeutung. Um dieses Potenzial für die Allgemeinheit fruchtbar zu machen, braucht es ein geeignetes Umfeld: Kompetente und starke Behörden, Sensibilität und Fachkenntnis in Politik und Verwaltung, geeignete Verfahren und Förderstrukturen.
Als ein Netzwerk von Bürgerinitiativen wird für die bürgerschaftliche Denkmalpflege daher eine entscheidende Verbesserung der Rahmenbedingungen gewünscht.

### Partnerschaft
Bürgerschaftliche Initiativen sind kompetente Partner für die staatliche Denkmalpflege. Es finden sich vor Ort Experten für die lokale Geschichte und die bauliche Entwicklung von Dörfern, Städten und Siedlungen. Als engagierte Bürger wird die Bereitschaft bekanntgegeben, für die Denkmäler Engagement und Arbeitszeit aufzubringen und vor Ort für Erhalt und Pflege Einsatz zu zeigen. Dabei ist die staatliche Denkmalpflege unverzichtbar. Sie rechtlich und finanziell wieder stärken ist ein Weiteres Ziel. Die staatliche Denkmalpflege und die Politik ist eingeladen, auch in strittigen Punkten verstärkt mit den Initiativen in Dialog zu treten, zum Beispiel bei der Beurteilung der Denkmalwürdigkeit von Gebäuden oder Stadtstrukturen, oder in der Bauberatung. Darüber hinaus wird die vor Ort vorhandene Kompetenz im Denkmalbereich zielgenauer vernetzt, etwa durch eine Aussage zu freiwilligen Ansprechpartnern.

### Beteiligung und Verfahren

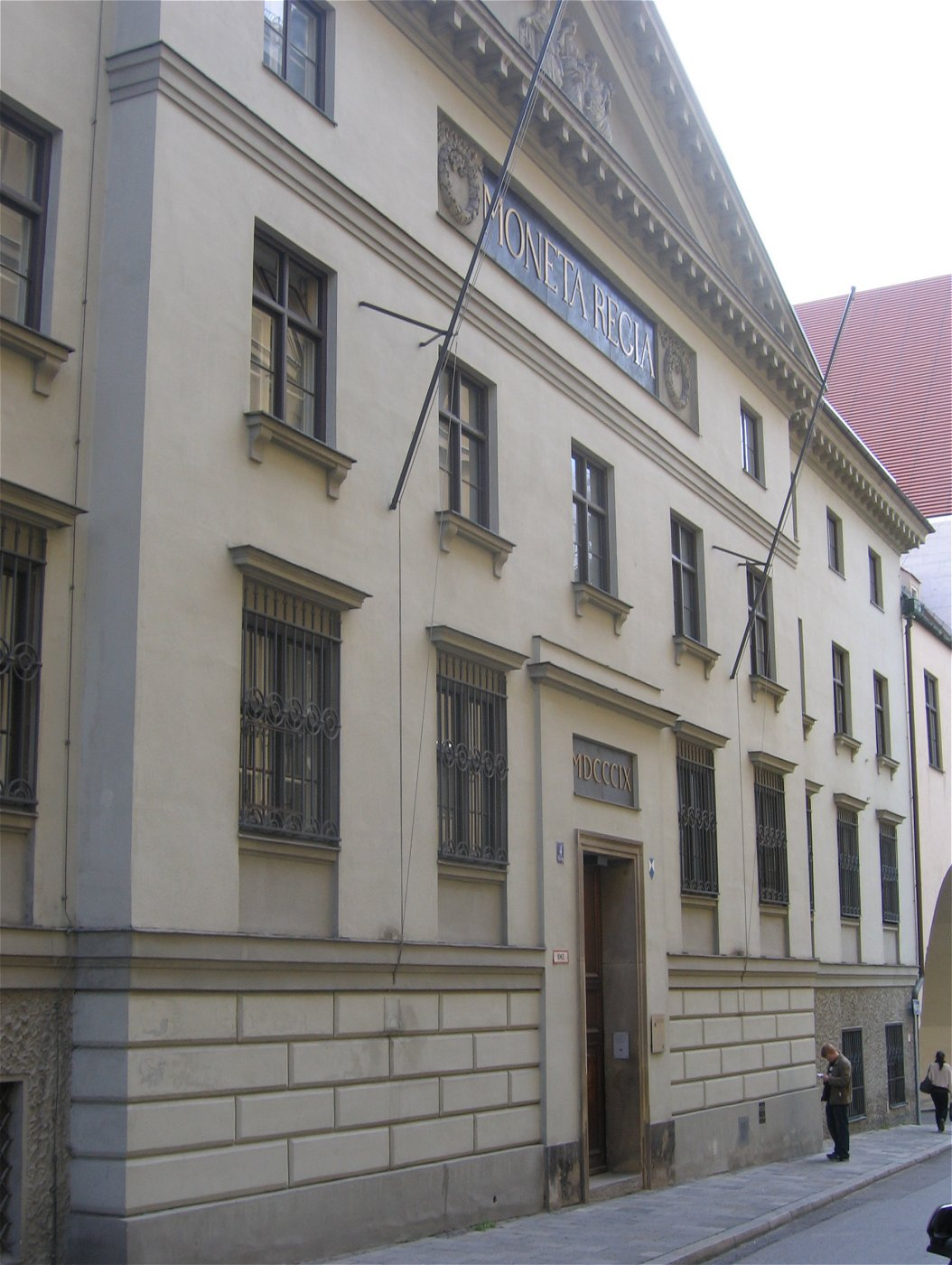
Alte Münze in München – Sitz des Bayerischen Landesamts für Denkmalpflege

Um aktiv werden zu können, wird eine größere Transparenz von Verfahren und eine bessere Bürgerbeteiligung, sowie eine erhöhte Dialogbereitschaft von Politik und Behörden – im Bau- und Planungs-, aber auch im Denkmalrecht – gefordert. Eine frühzeitige und anschauliche Ankündigung von Planungen auch gegenüber Bürgerinitiativen, rechtlich verankerte Mitsprachemöglichkeiten und Einführung der Verbandsklage auch für Organisationen der Denkmalpflege etwa sind hierzu wichtige Ansätze.
Denkmalschutz hat Verfassungsrang und ist Verfassungsauftrag, deswegen müssen der Vollzug des Denkmalrechts und die Fachbehörden wieder gestärkt werden; besonders wichtig wäre z. B. in Bayern die Wiedereinführung des Dissensverfahrens.

### Förderung
Bürgerschaftliches Engagement kann zusätzlich zu den bislang zugänglichen Mitteln neue Finanzierungsquellen für Denkmale erschließen. Hierfür benötigt es aber selbst oft eine gewisse Anschubfinanzierung. Neben der Förderung baulicher Maßnahmen wird eine institutionelle Unterstützung von bürgerschaftlichen Initiativen in ihrem breiten Engagement gefordert. Neben der Beibehaltung der steuerlichen Absetzbarkeit ist eine Stärkung der Zuschussförderung wichtig, da nicht alle Denkmaleigentümer von steuerlicher Unterstützung profitieren. Auch weitere Förderwege, wie z. B. eine Mehrwertsteuerermäßigung für denkmalgerechte Maßnahmen, sind zu prüfen.

### Bildung
Bildung ist der Schlüssel für eine größere Akzeptanz und ein besseres Verständnis für die Denkmalpflege als eine wichtige gesamtgesellschaftliche Aufgabe. Ortsgeschichte, Architekturgeschichte und Denkmalpflege müssen daher besser in schulischen Lehrplänen sowie in der Architekten- und Handwerkerausbildung verankert werden. Auch ein Weiterbildungsangebot, z. B. für Kommunalpolitiker, Verwaltungsmitarbeiter und Denkmaleigentümer wäre wünschenswert. Die Bürgerinitiativen bieten sich hierfür als Partner an.
Um das gebaute kulturelle Erbe als unverzichtbare Grundlage einer lebenswerten Zukunft zu erhalten, bedarf es einer neuen Kultur der Gemeinsamkeit.

## Umfassende Information über das Denkmalrecht in Deutschland
Das Portal Denkmalrecht widmet sich seit 2016 allen rechtlichen und administrativen Fragen der Bau- und Bodendenkmäler in ganz Deutschland. Hierzu gehören u. a. Beiträge und Aufsätze zum Denkmalrecht, eine Urteilssammlung, Beispiele und Muster, Links zu Institutionen und Gerichten.
Eine Broschüre zum Portal Denkmalrecht in Deutschland, Stand 2020 (PDF 82 Seiten), gibt eine Übersicht über alle Kapitel, über die angefügten PDFs (ca. 900) und Links (ca. 200).

## Forderungen des Denkmalnetzes

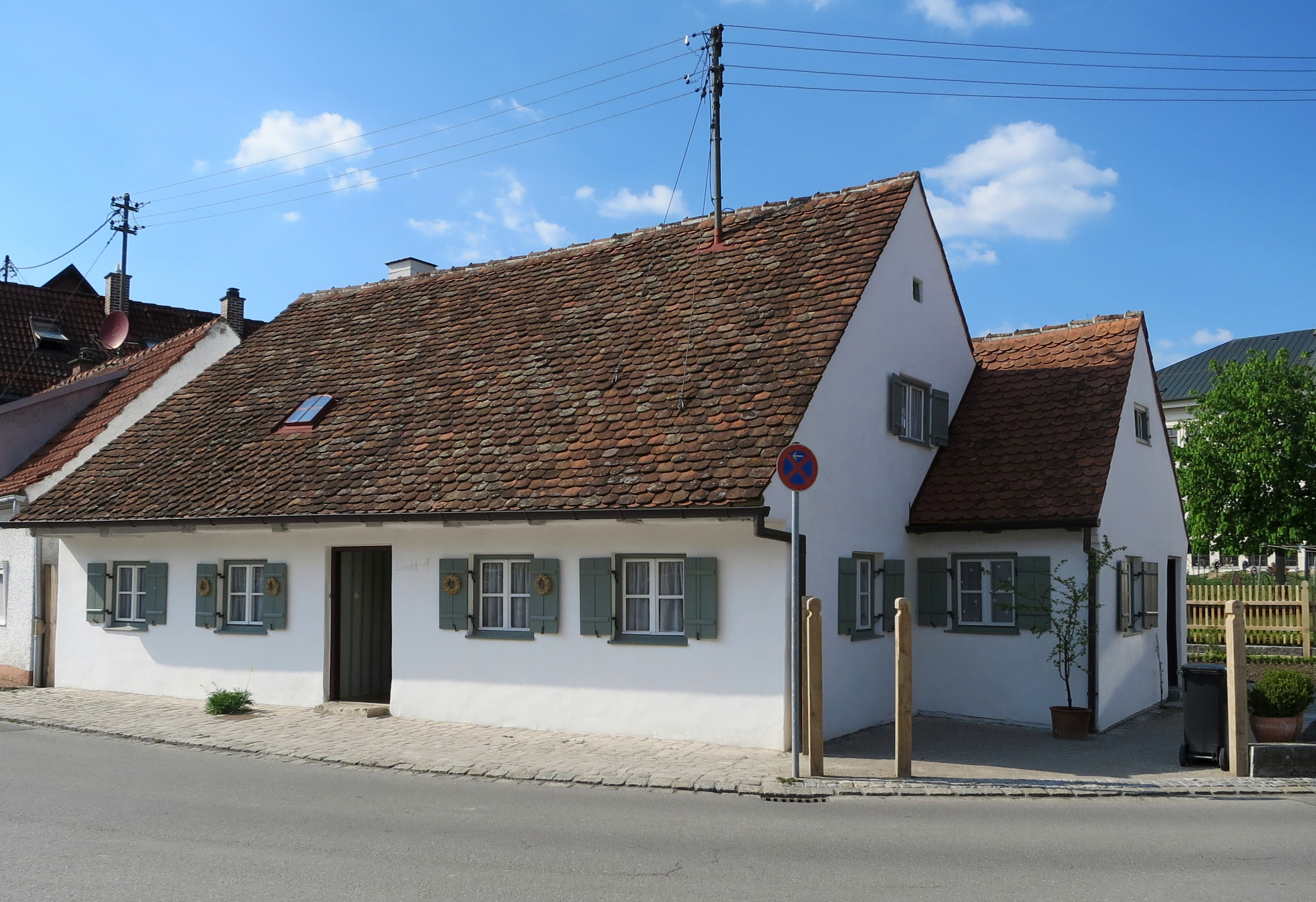
Ein denkmalgeschütztes Weberhäusl in Pfaffenhofen a. d. Ilm – privat vorbildlich renoviert

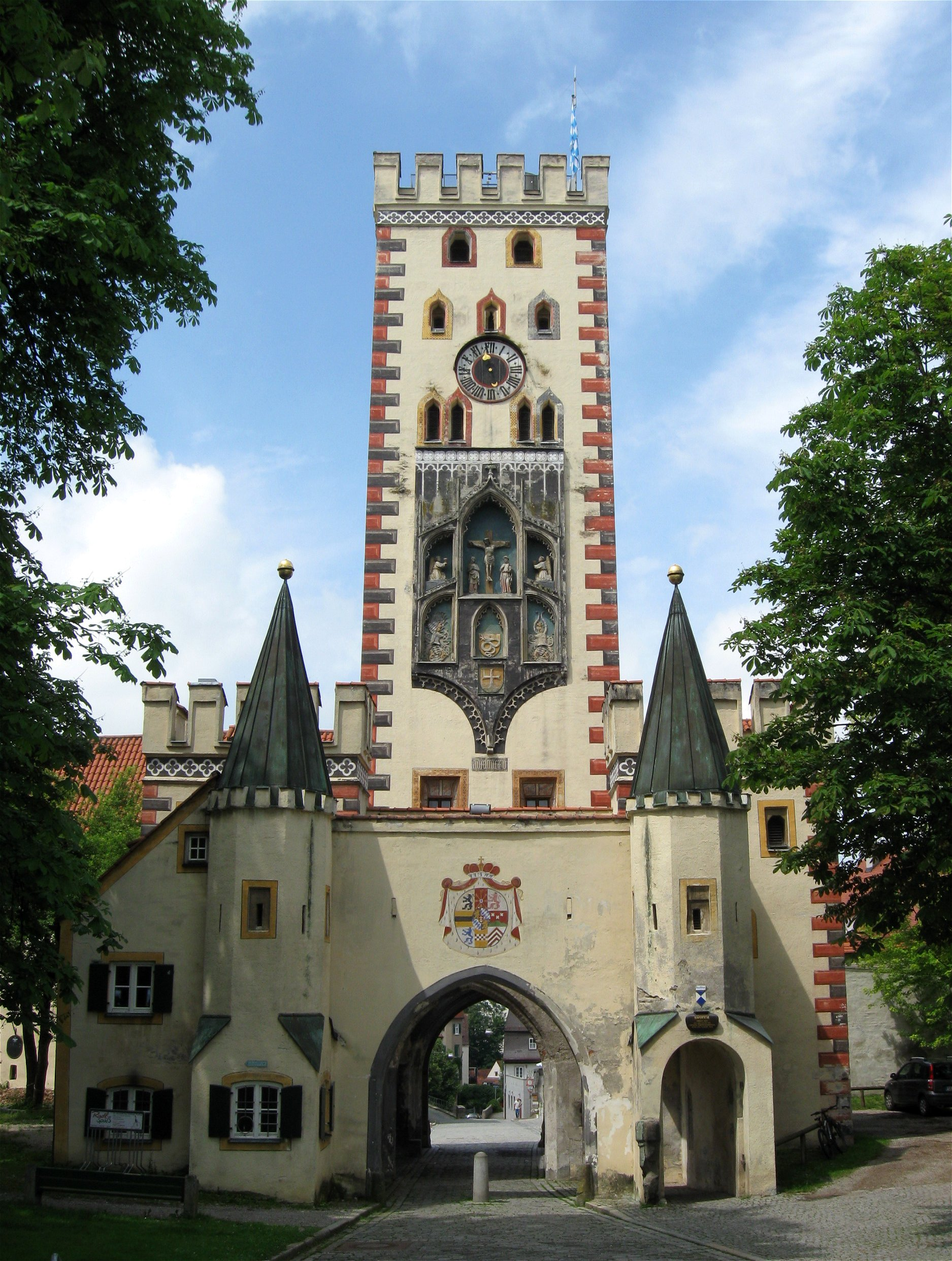
Bayertor in Landsberg am Lech

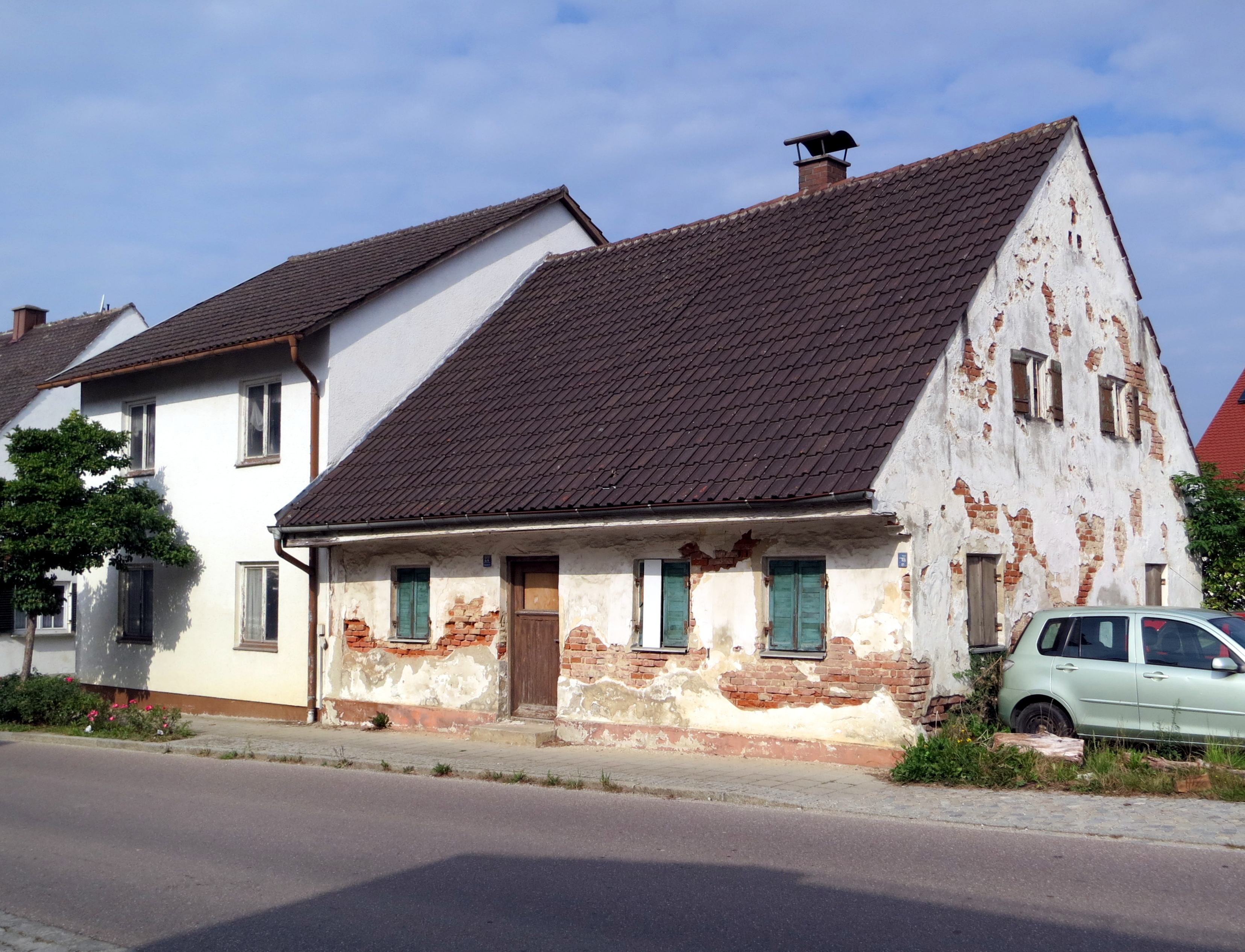
Verfallendes Baudenkmal in Altomünster

Im Jahr 2016 entwickelte das Denkmalnetz Bayern folgende Vorschläge:

### 15 Punkte für eine bessere Denkmalpflege in Bayern
Bildung stärken
- 1. Denkmalpflege, Architektur- und Ortsgeschichte in Lehrplänen verankern
- 2. Relevante Hochschulausbildungen anpassen
- 3. Besondere Qualifikationen von Architekten und Ingenieuren anerkennen

Verbesserte Qualifikation und Ausstattung der Denkmalbehörden
- 4. Verpflichtende Qualifikation des Personals der Unteren Denkmalschutzbehörden
- 5. Aufgabenadäquate Personalausstattung des Landesamtes für Denkmalpflege

Verbesserte Information von Denkmaleigentümern und Behörden
- 6. Denkmaleigenschaft in Grundbuch und Kataster eintragen
- 7. (Neu-)Eigentümer von Denkmälern regelmäßig informieren

Förderung gestalten
- 8. Reguläre Förderungen außerhalb des Entschädigungsfonds[12] erhalten und stärken

Verfahren und Denkmalrecht anpassen
- 9. Vollzugsprobleme beseitigen
- 10. Dissensverfahren wieder einführen
- 11. Bürgerbeteiligung bei denkmalrechtlichen Verfahren einführen
- 12. Verbandsklage rechtlich absichern
- 13. Landesdenkmalrat besser einbinden
- 14. Erhalt des Stadtbildes und der besonders erhaltenswerten Bausubstanz fördern
- 15. Bodendenkmäler besser schützen

## Nutzung der Internet-Plattform
Seit 2012 sind die Internet-Plattform und der Facebook-Auftritt erreichbar. Sie haben vielfältige Zwecke und Ziele:

### Die Bürgerinitiativen können nun ihre Energien bündeln
Gefährdete Häuser mit Geschichte werden immer öfter erst in letzter Minute durch Bürgerinitiativen gerettet. Diese ehrenamtlichen Zusammenschlüsse wollen, dass die Kultur- und Baudenkmäler ihrer Stadt, ihres Dorfes oder ihrer Heimatlandschaft nicht verfallen, sondern erhalten bleiben. Unter dem Motto „Gemeinsam für das gebaute Kulturerbe“ wollen sie im Denkmalnetz Bayern ihre Anliegen bündeln, Fachkenntnisse vermitteln und austauschen und somit die Energien und die Wirkungskraft der beteiligten Gruppen verstärken.

### Alle Beteiligten können sich vielfältig unterstützen
- indem sie sich gegenseitig informieren und beraten,
- ihre Erfahrungen austauschen,
- sich fortbilden und Kenntnisse vermitteln,
- gemeinsam in der Öffentlichkeit auftreten
- und wirksamer ihre Interessen gegenüber Politik und Behörden vertreten.

### Möglichkeiten zur Mitarbeit

#### Nutzung der Angebote der Plattform
Interessenten können dort mitmachen, indem sie sich auf den Seiten informieren, dort eigene Initiativen und Anliegen präsentieren und so mit anderen Initiativen und einzelnen Denkmalschützern effektiv kommunizieren. Nach der Anmeldung ist es ihnen auch möglich, noch zusätzlich einen eigenen Teil des Mitgliederbereichs zu gestalten und dort ihr jeweiliges Anliegen darzustellen.

#### Teilnahme am Arbeitskreis
Um die regelmäßige Kommunikation der Teilnehmer zu sichern und möglichst Einheitlichkeit bei Zielsetzung und Vorgehen zu erreichen, trifft sich in regelmäßigen Abständen ein Arbeitskreis. In ihm sollen Probleme analysiert, Perspektiven entwickelt sowie Ziele und Pläne geschmiedet werden. Vertreter der Mitgliedsinitiativen können daran ebenso teilnehmen wie Einzelpersonen, die Teil des Denkmalnetzes sind.

#### Kommunikation mit Sprechern
Gegenüber der Öffentlichkeit vertreten die Sprecher das Bündnis. Sie kommunizieren mit der Öffentlichkeit, mit der Presse, mit Interessenten und Bündnismitgliedern. Bei den Sprechern laufen alle Informationen zusammen, sie sind der zentrale Knotenpunkt im Denkmalnetz.

#### Kontaktieren der Geschäftsstelle

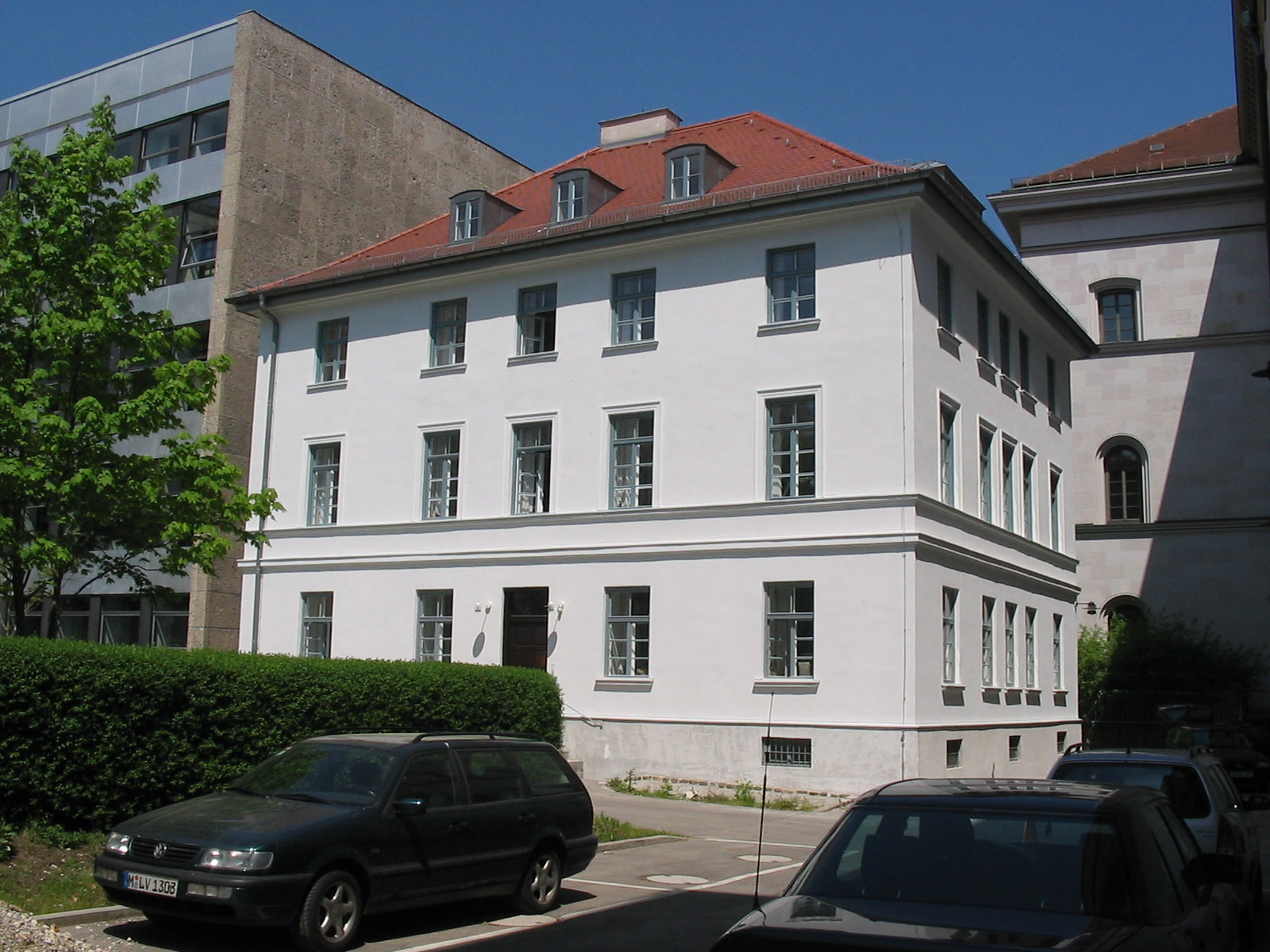
Bayerischer Landesverein für Heimatpflege

Als Geschäftsstelle des Denkmalnetzes dient die Geschäftsstelle des Bayerischen Landesvereins für Heimatpflege, der selbst Bündnisteilnehmer ist.
DR. Daniela Sandner (Stephanie Heyl) kümmert sich dort um alle Anliegen rund um das Denkmalnetz.

## Aufgaben und Perspektiven
Die Bau- und Kulturdenkmäler Bayerns benötigen eine „effektive Lobbyarbeit“ aller Akteure in dem Bereich des Denkmalschutzes, der Kommunalpolitik und der Landespolitik.
Deshalb hat sich das Denkmalnetz Bayern, wie aus der Nutzungsbeschreibung der Internet-Plattform schon hervorgeht, folgende Hauptaufgaben gesetzt:
Information
Die vielfältigen Bürgerinitiativen sollen präsent im Netzwerk sein und viele Informationen aus dem Bereich der Denkmalpflege, des Denkmalschutzes und des aktuellen Geschehens im politischen Bereich des Denkmalschutzes, das sich innerhalb der Gemeinde, des Landkreises und des Freistaats Bayern abspielt, sollen angeboten werden.
Präsentation
Die Bürgerinitiativen sollen sich präsentieren und ihre Projekte und Anliegen vorstellen können. Die Verlinkung ihres Web-Auftritts wird verbunden mit einer kurzen und prägnanten Beschreibung.
Kommunikation
Die Bürgerinitiativen und ihre Mitglieder sollen Gelegenheit bekommen, auf dieser Website miteinander in Beziehung zu treten, ihre Anliegen vorzubringen sowie Erfolge und Misserfolge ins Netz zu stellen. So soll eine intensivere Kommunikation untereinander und somit eine erfolgreiche „Lobbyarbeit“ für die Erhaltung der Denkmäler in Bayern möglich sein.
Stabile Organisation und Flexibilität
Um stets auf die Herausforderungen der Zeit reagieren zu können, soll das Denkmalnetz in seiner Organisationsform stabil sein und dennoch flexibel bleiben. Es versteht sich als dynamische Organisation, die sich weiterentwickeln wird.

## Auszeichnungen
Am 28. Oktober 2013 zeichnete das Deutsche Nationalkomitee für Denkmalschutz (DNK) die Internetseite des Denkmalnetzes Bayern mit dem Deutschen Preis für Denkmalschutz (Internetpreis) aus.